# Senza pietà
Senza pietà is een Italiaanse film van Alberto Lattuada die werd uitgebracht in 1948.

## Verhaal
Italië, aan het einde van de Tweede Wereldoorlog. Angela Borghi, een jonge vrouw reist van Florence naar Livorno om er te schuilen bij haar broer. Wanneer ze bijna aangekomen is raakt ze onvrijwillig betrokken bij een schietpartij. Daarbij helpt ze de gewonde Afro-Amerikaanse G.I. sergeant Jerry Jackson ontkomen. In het station van Livorno waar ze hulp vraagt wordt ze voor een prostituee gehouden en ze wordt naar een soort hospitaal gebracht. Daar leert ze de jonge prostituee Marcella kennen en samen slagen ze erin te ontsnappen. Marcella troont Angela mee naar Pierluigi, de baas van een smokkelbende en van een bordeel. Zo raakt Angela verzeild in de prostitutie.
Op een dag komt Angela in de haven van Livorno toevallig Jerry opnieuw tegen. Algauw worden ze verliefd op elkaar. Pierluigi beseft vlug dat hij hun gevoelens kan uitbuiten om Jerry ertoe te brengen goederen uit de loodsen van het Amerikaans leger te verduisteren. Jerry stemt toe om Angela te redden uit het milieu van de prostitutie. Wanneer de gestolen goederen worden geleverd komt de militaire politie op de proppen. Jerry wordt aangehouden en afgevoerd naar een gevangenkamp. 

## Rolverdeling
| Acteur           | Personage                              |
| ---------------- | -------------------------------------- |
| Carla Del Poggio | Angela Borghi                          |
| John Kitzmiller  | Jerry Jackson, de Amerikaanse militair |
| Pierre Claudè    | Pierluigi, de baas van de onderwereld  |
| Folco Lulli      | Giacomo, de rechterhand van Pierluigi  |
| Giulietta Masina | Marcella, de jonge prostituee          |